# Proustyt
Proustyt (prustyt) – minerał z gromady siarkosoli. Jest kruszcem srebra. Należy do grupy minerałów bardzo rzadkich.
Nazwa pochodzi od nazwiska francuskiego chemika Josepha Prousta (1754-1826).

## Charakterystyka

### Właściwości
Zazwyczaj tworzy kryształy o pokroju słupkowym (przyjmują postać słupa o podstawie trójkąta), romboedru, lub skalenoedru. Występuje w skupieniach zbitych, ziarnistych, dendrycznych, w formie wypryśnięć, nalotów lub impregnacji, Jest izostrukturalny z pirargyrytem (Ag3SbS3). Jest kruchy, przezroczysty. Rozpuszcza się w kwasie azotowym, łatwo topliwy. Często zawiera domieszki antymonu. Pod wpływem światła ciemnieje i staje się nieprzezroczysty. 

### Występowanie
Składnik utworów hydrotermalnych i żył kruszcowych. Współwystępuje z argentytem, pirargyrytem, stephanitem, polibazytem, arsenem, akantytem, barytem, tetraedrytem, chlorargyrytem, srebrem rodzimym, kalcytem. 
Miejsca występowania:
- Na świecie: Chile, Francja, Meksyk, Niemcy, Kanada, USA, Brazylia, Rosja, Włochy, Czechy, Peru, Maroko[1].

- W Polsce: został znaleziony na Dolnym Śląsku w Ciechanowicach, Miedziance k. Janowic Wielkich[2], Kowarach (Rudawy Janowickie), w okolicach Bolkowa (Góry Kaczawskie), a także w Boguszowie-Gorcach koło Wałbrzycha.

### Zastosowanie
- źródło otrzymywania srebra – ponad 65% Ag,
- atrakcyjny dla kolekcjonerów,
- czasami wykorzystywany do wyrobu biżuterii.